# 亞當斯堡 (阿拉巴馬州)
亞當斯堡（英語：Adamsburg）是一個位於美國阿拉巴馬州迪卡爾布縣的非建制地區。該地的面積和人口皆未知。

## 地理
亞當斯堡的座標為34°23′56″N 85°40′20″W / 34.39888°N 85.67222°W，而該地最高點為海拔高度447米（即1467英尺）。